# Skåtanäs
Skåtanäs (estniska: Tahu) är en by i Nuckö kommun i Läänemaa i västra Estland, 85 km sydväst om huvudstaden Tallinn och 5 km norr om länshuvudstaden Hapsal. Den hade 26 invånare år 2011.
Skåtanäs ligger i det område som traditionellt har varit bebott av estlandssvenskar och även det svenska namnet på byn är officiellt. Skåtanäs ligger på Estlands västkust mot Östersjön på den platta och låglänta halvön Nuckös södra del. Norr om byn ligger kommunens administrativa centrum Birkas och västerut ligger Österby. Söder om Skåtanäs ligger Hapsalviken vars inre del också kallas Skåtabo groppa (estniska: Tahu laht).
Skåtanäs herrgård har anor från 1600-talet.